# Kujušići
Kujušići su naseljeno mjesto u općini Fojnica, Federacija Bosne i Hercegovine, BiH.

## Stanovništvo

### 1991.
Nacionalni sastav stanovništva 1991. godine, bio je sljedeći:
ukupno: 67
- Muslimani - 67

### 2013.
Nacionalni sastav stanovništva 2013. godine, bio je sljedeći:
ukupno: 62
- Bošnjaci - 62

## Vanjske poveznice
- Satelitska snimka  Arhivirana inačica izvorne stranice od 21. veljače 2021. (Wayback Machine)